# Jeux asiatiques de 2018
Navigation
Édition précédente Édition suivante
Les Jeux asiatiques de 2018 (indonésien : Pesta Olahraga Asia 2018, anglais : 2018 Asian Games, XVIII Asiad) constituent la 18e édition des Jeux asiatiques, une compétition multisports qui a eu lieu en Indonésie du 18 août au 2 septembre 2018. 40 sports et disciplines ont été représentés. Avec 11 720 sportifs participants, c'est le deuxième plus gros évènement multisports existant, après les Jeux olympiques.
Pour la première fois, les Jeux se sont déroulés dans deux villes, Jakarta et Palembang. Les deux provinces qui entourent Jakarta, Banten et Java occidental, ont également participé en fournissant des équipements sportifs. Initialement, c'était la ville de Hanoï qui avait été choisie en 2012, au détriment de Surabaya, pour des Jeux prévus en 2019, mais elle a finalement renoncé en 2014 pour des raisons financières. En septembre 2015, le Conseil olympique d'Asie (COA) a décidé que ces Jeux se dérouleraient pour la première fois dans deux villes différentes mais à la condition que Jakarta demeure la ville-hôte principale, avec les cérémonies d'ouverture et de clôture, le village olympique principal et une liaison aérienne rapide entre les deux sites, en 45 minutes de vol. Palembang a accueili 11 des 34 sports au Jakabaring Sports City. A Jakarta, le stade Gelora-Bung-Karno en a été le stade principal, notamment pour les cérémonies.
La Chine a mené au tableau des médailles pour la dixième fois consécutive. Le tournoi féminin de basket-ball a accueilli une équipe de Corée unifiée avec neuf joueuses du Sud et trois du Nord, qui a notamment battu l'Indonésie. La nageuse japonaise Rikako Ikee a été déclaré comme la meilleure athlète des Jeux avec 8 médailles d'or et 2 d'argent. Six records mondiaux, 18 asiatiques et 86 des Jeux asiatiques ont été battus durant les Jeux.
Le succès des Jeux a conduit l'Indonésie à se porter candidat à l'organisation des Jeux olympiques d'été de 2032.

## Désignation de la ville hôte
Le COA avait initialement prévu d'organiser ces Jeux en 2019 plutôt qu'en 2018, afin que les Jeux asiatiques se déroulent l'année précédant les Jeux olympiques d'été de 2020 et non pas deux ans auparavant. Après avoir été attribués à l'Indonésie, le pays a demandé à organiser ces Jeux un an plus tôt afin d'éviter une superposition avec l'élection présidentielle de 2019. Ainsi, les Jeux suivants, qui devaient initialement se dérouler en 2023, seront également organisés un an plus tôt, à Hangzhou en 2022.

### Première candidature et choix d'Hanoï
| Résultats du choix de la ville organisatrice | Résultats du choix de la ville organisatrice | Résultats du choix de la ville organisatrice |
| Ville candidate                              | Pays                                         | Votes                                        |
| -------------------------------------------- | -------------------------------------------- | -------------------------------------------- |
| Hanoï                                        | Viêt Nam                                     | 29                                           |
| Surabaya                                     | Indonésie                                    | 14                                           |
| Dubaï                                        | Émirats arabes unis                          | Retrait                                      |

Hanoi au Viêt Nam a été initialement choisi pour être la ville hôte des Jeux. Elle était en compétition avec Surabaya, en Indonésie. Hanoï a remporté les Jeux avec 29 voix, tandis que Surabaya n'en comptait que 14. Dubaï, un temps pressentie pour être candidate, s'est retirée à la dernière minute, et a annoncé son intention de se concentrer sur de futures opportunités. Le vice-président du Comité national olympique des Émirats arabes unis a nié tout retrait et a affirmé que Dubaï "n'avait pas demandé l'organisation des Jeux asiatiques de 2019" et avait "seulement envisagé" de le faire.
La capacité pour le Viêt Nam d'accueillir les Jeux a été rapidement mise en doute. Le budget initial, de 150 millions de dollars a été jugé irréaliste. Ainsi, le 17 avril 2014, le Premier ministre vietnamien, Nguyễn Tấn Dũng, a annoncé officiellement le retrait de Hanoï, invoquant le manque de préparation et la récession économique comme principales raisons et affirmant "le pays est maintenant incapable de payer la construction d'installations et de sites". De nombreux Vietnamiens ont soutenu cette décision. Le COA a décidé d'infliger aucune pénalité à la suite de ce retrait.

### Désignation de Jakarta et de Palembang
À la suite du retrait d'Hanoï, le COA a déclaré que l'Indonésie, la Chine et les Émirats arabes unis étaient les principaux candidats pressentis pour reprendre l'organisation des Jeux   L’Indonésie était largement considérée comme favori, la ville de Surabaya ayant été finaliste de la précédente candidature. Les Philippines et l’Inde ont manifesté leur intérêt pour l’organisation des Jeux. Faute d'accord du premier ministre Narendra Modi, et malgré un délai supplémentaire accordé par le COA, l'Inde n'a finalement pas présenté de candidature.
Le 5 mai 2014, le COA s'est rendu dans plusieurs villes indonésiennes, notamment Jakarta, Surabaya, Bandung et Palembang. Surabaya a finalement décidé de renoncer à sa candidature afin de se concentrer sur l’organisation des Jeux asiatiques de la jeunesse de 2021 (en), pour lesquels la ville avait remporté l'organisation 2012 . Le 25 juillet 2014, lors d'une réunion à Koweït , le COA a désigné Jakarta comme ville hôte, avec Palembang comme auxiliaire. Jakarta a été choisie du fait de ses installations sportives préexistantes, de ses réseaux de transport adéquats et d'autres installations, notamment le grand nombre d'hôtels à proximité des sites . Le 20 septembre 2014, l'Indonésie a signé le contrat avec la ville hôte  et lors de la cérémonie de clôture des Jeux asiatiques de 2014 à Incheon, l'Indonésie a été désignée symboliquement par le COA pour accueillir les prochains Jeux ,,.

## Organisation et préparation

### Aspect financier
En 2015, le gouvernement avait alloué un budget de 3 000 milliards IDR (224 millions USD) à la préparation des Jeux, les administrations régionales devant également fournir une partie du financement . En juillet 2018, le budget alloué aux Jeux s'élevait à 6,6 billions de roupies (450 millions USD), dont 869 milliards IDR (59 millions USD) provenant de sponsors privés,,. Cependant, le 2 septembre 2018, le Ministère des Finances indonésien a annoncé que 8,2 billions de roupies étaient prévus sur le budget de l'État 2015-2018. Ce budget a été utilisé par le comité d'organisation local, à savoir le Comité d'organisation des Jeux asiatiques indonésiens (INASGOC), pour toute la préparation des jeux. Le coût total de l'organisation des Jeux est estimé à environ 3,2 milliards USD, dont 2,4 milliards sont consacrés à la construction des infrastructures,.

### Logo et mascottes

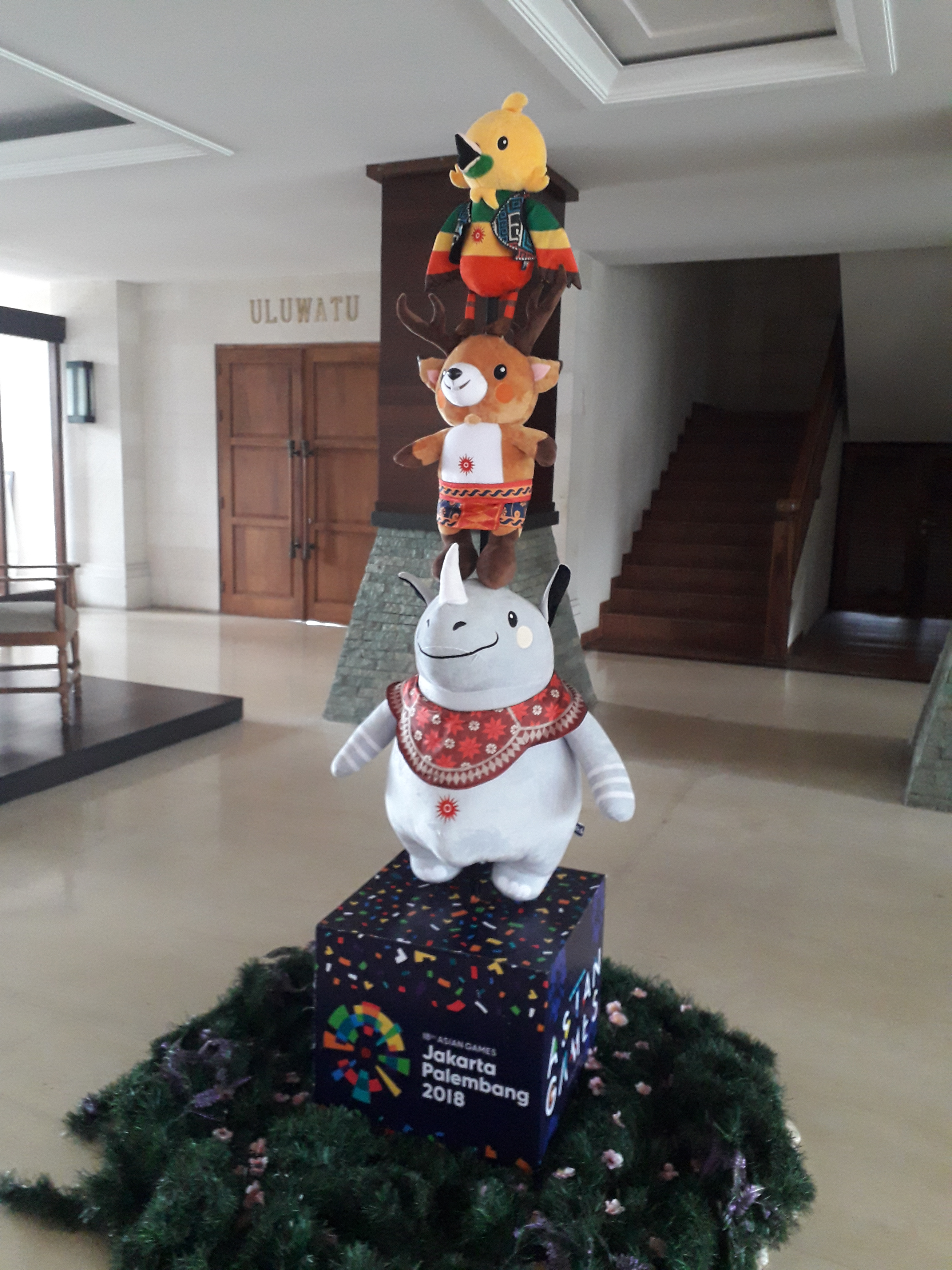
Bhin Bhin, Kaka et Atung, mascottes des Jeux asiatiques de 2018.

Un premier logo des Jeux asiatiques a été dévoilé pour le 9 septembre 2015, à l'occasion de la journée nationale du sport . Le 27 décembre 2015, la mascotte des Jeux, nommée Drawa, a été dévoilée par le vice-président Jusuf Kalla. Cette mascotte était une reproduction stylisée du cenderawasih, une espèce d'oiseau rare que l'on peut trouver en Indonésie ,.
Les premiers visuels ont été largement critiqués pour leur apparence dépassée. La mascotte Drawa a également été critiquée, certains jugeant qu'elle ne représentait pas assez bien l'histoire et la culture indonésienne. Les organisateurs ont finalement retiré le logo et la mascotte d'origine et lancé un appel afin de créer un trouver design. Le nouvel emblème, "Energy of Asia", a été dévoilé le 28 juillet 2016. Il est inspiré du stade Gelora Bung Karno, construit pour les Jeux asiatiques de 1962 et lieu principal des Jeux de 2018. Il vise à symboliser l'unité des pays asiatiques ,,.
Trois nouvelles mascottes ont été dévoilées: Bhin Bhin, un oiseau de paradis, Atung, un cerf Bawean, et Kaka, un rhinocéros de Java. Ils représentent les régions de l'est, du centre et de l'ouest de l'Indonésie. Chacun symbolise aussi une qualité : la stratégie, la rapidité ou encore force. Les tenues des mascottes reflètent les textiles traditionnels; Bhin Bhin porte un gilet avec des motifs Asmat, Atung porte un Sarong avec des motifs Batik et Kaka porte un Songket avec des motifs floraux. Leurs noms sont dérivés de la devise nationale de l'Indonésie, "Bhinneka Tunggal Ika".
Le design des médailles a été dévoilé en juillet 2018. Elles reprennent des motifs batik et reflètent l'unité et la diversité des cultures indonésienne et asiatique.

### Relais de la flamme des Jeux

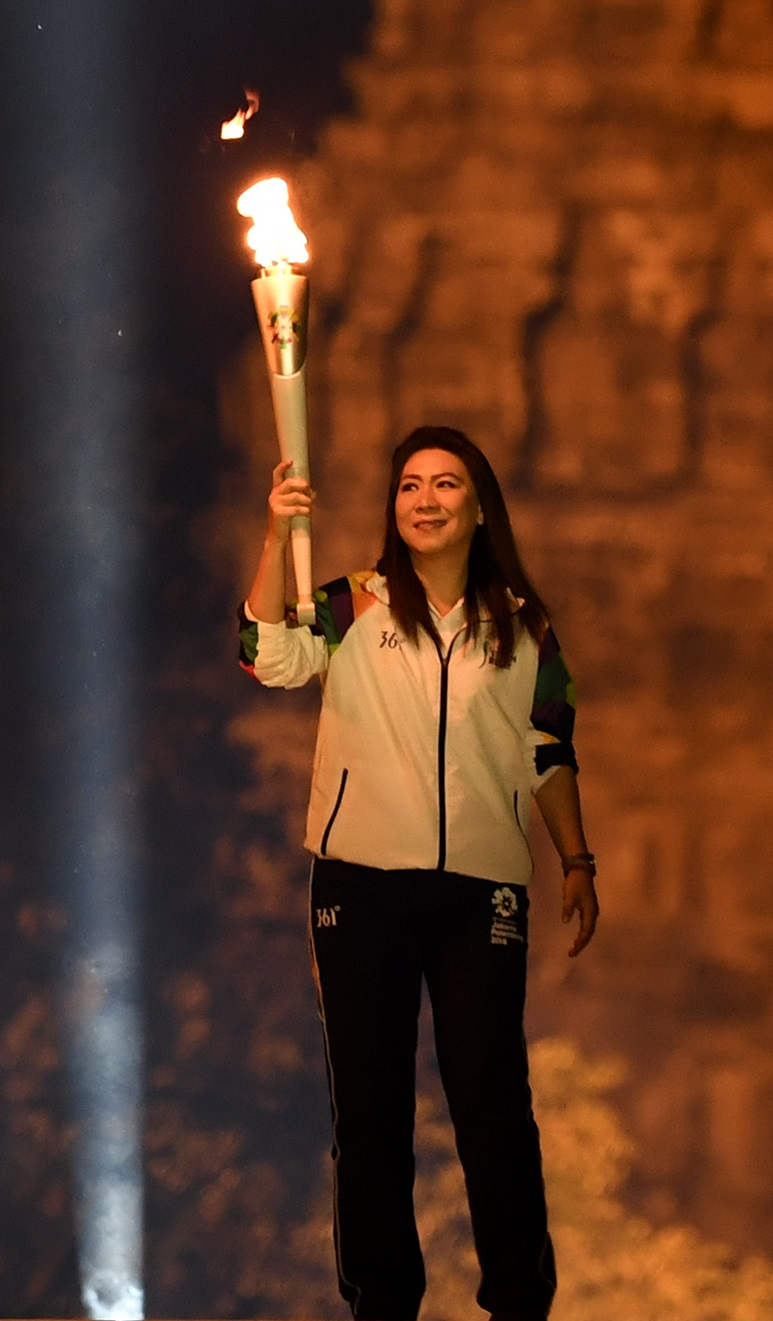
L'ancienne championne de badminton Susi Susanti portant la torche à Yogyakarta.

Le 10 mai 2018, 100 jours avant l'ouverture des Jeux, le design de la torche fut rendu public. Il est inspiré par un golok, une arme traditionnelle originaire de Jakarta et de Palembang.
Le relais de la flamme a commencé 15 juillet 2018 à New Delhi, ville hôte de la première édition des Jeux asiatiques, en 1951. La torche a été allumée à partir d'un miroir orienté vers le soleil. Le 18 juillet, une cérémonie a été organisée au temple de Prambanan, près de Yogyakarta. La flamme en provenance d'Inde a été fusionnée avec une flamme issue de la flamme éternelle naturelle de Mrapen (en), dans la région de Java central. Un concert a ensuite été donné afin de marquer le départ du relais de la flamme des Jeux dans l'archipel indonésien.
La torche a traversé 54 villes dans 18 provinces différentes. Le relais de la flamme a couvert une distance de 18 000 km et s'est terminé le 17 août, date anniversaire de la proclamation de l'indépendance de l'Indonésie, au Monumen Nasional de Jakarta.

## Lieux et infrastructures sportives

### Lieux
Les Jeux ont nécessité la construction ou la rénovation d'infrastructures sportives dans 4 provinces de l'Indonésie : Jakarta, Sumatra du Sud, Banten et Java occidental. Dans une optique de réduction des coûts, le comité d'organisation a souhaité utiliser au maximum les installations et infrastructures sportives existantes, notamment celles construites pour les Jeux de l'Asie du Sud-Est de 2011 . Au total, 80 sites de compétition et d’entraînement ont été construits ou renovés.

#### Jakarta

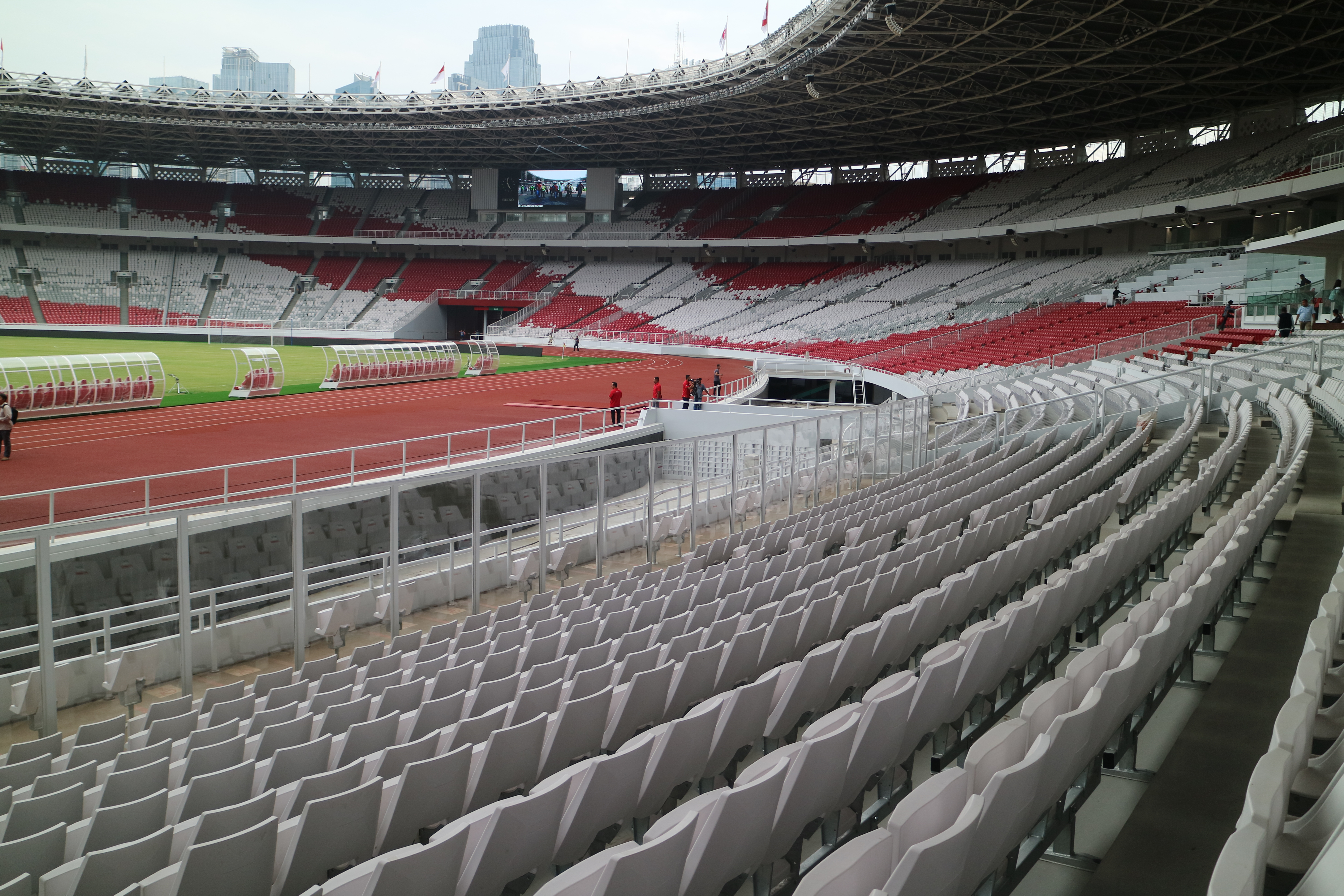
Le stade du complexe Gelora Bung Kardiul rénové.

Le complexe sportif Gelora Bung Karno à Jakarta a accueilli 13 disciplines. Le stade principal, construit en 1962, a été rénové pour les Jeux, en remplaçant ses gradins existants afin que chaque spectateur ait un siège. La capacité a été ainsi réduite à 76 127 spectateurs. Les travaux ont également permis l'ajout d'un nouvel éclairage LED et d'un nouveau systèmes son,,,.

#### Palembang

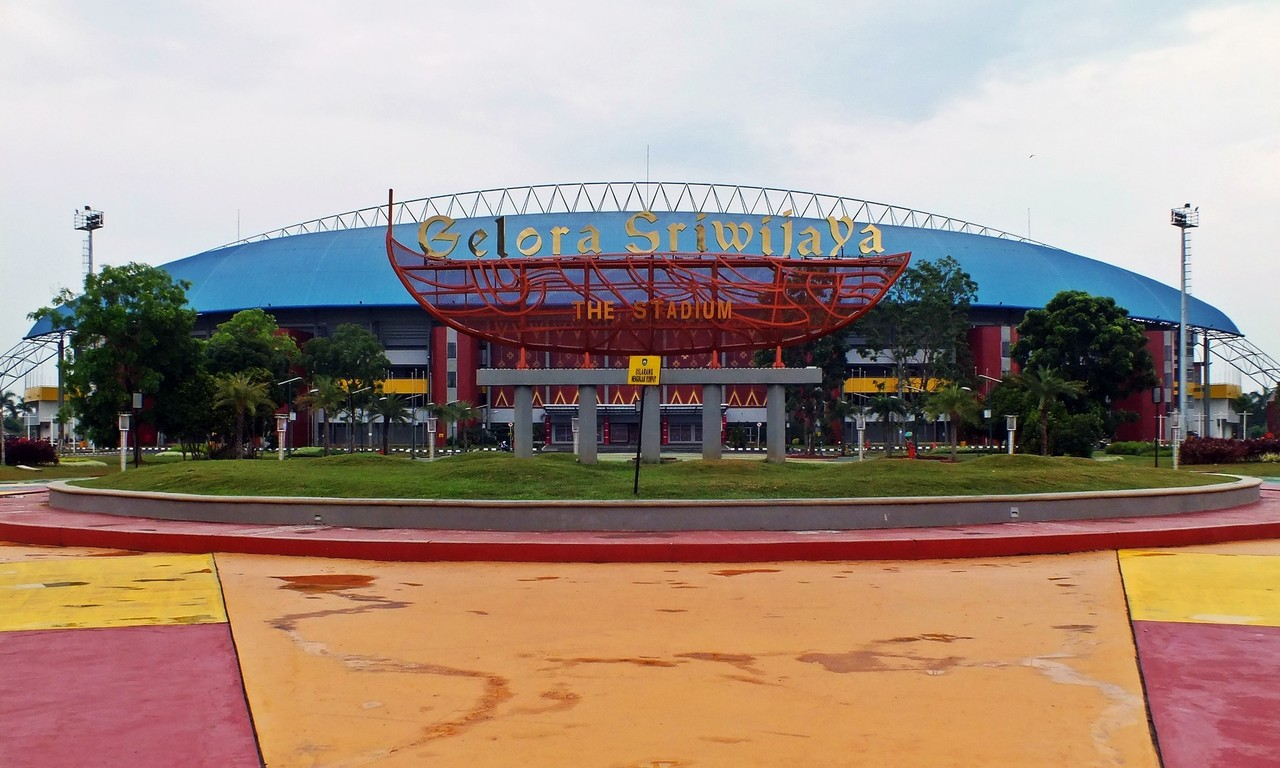
Le stade Gelora Sriwijaya à Palembang.

Le complexe Jakabaring Sport City à Palembang existait déjà avant les Jeux. Plusieurs pistes ont été envisagées pour rénover le complexe dans le cadre des Jeux, notamment l'augmentation de la capacité du stade Gelora Sriwijaya de 36 000 à 60 000 places. Cette piste a finalement été abandonnée et au contraire, la capacité a été réduite à 23 000 personnes après l'installation de sièges individuels sur l'ensemble des tribunes en béton du stade. Pour les besoins des Jeux, un complexe de bowling de 40 pistes a été construit en mai 2018. Huit courts de tennis supplémentaires ont également été construits. La longueur du site de canoé et d'aviron du lac Jakabaring a été étendue à 2 300 mètres, avec de nouvelles installations pour l'aviron et une tribune construite au bord du lac. D'autres sites existants ont également été rénovés, notamment le Ranau Sports Hall, site des épreuves de sepak takraw.

### Village des athlètes
Le village des athlètes de Jakarta a été construit à Kemayoran sur une superficie de 10 hectares. Il compte 7 424 appartements répartis dans 10 tours d'habitation. La capacité totale d'hébergement de 22 272 personnes, dépassant ainsi les préconisations du Comité international olympique, qui impose aux hôtes des Jeux olympiques de fournir des chambres à au moins 14 000 athlètes. A Palembang, le village des athlètes se situe à l'intérieur du complexe sportif de Jakabaring. Il a hébergé 3 000 athlètes et officiels pendant les Jeux,.

### Transport

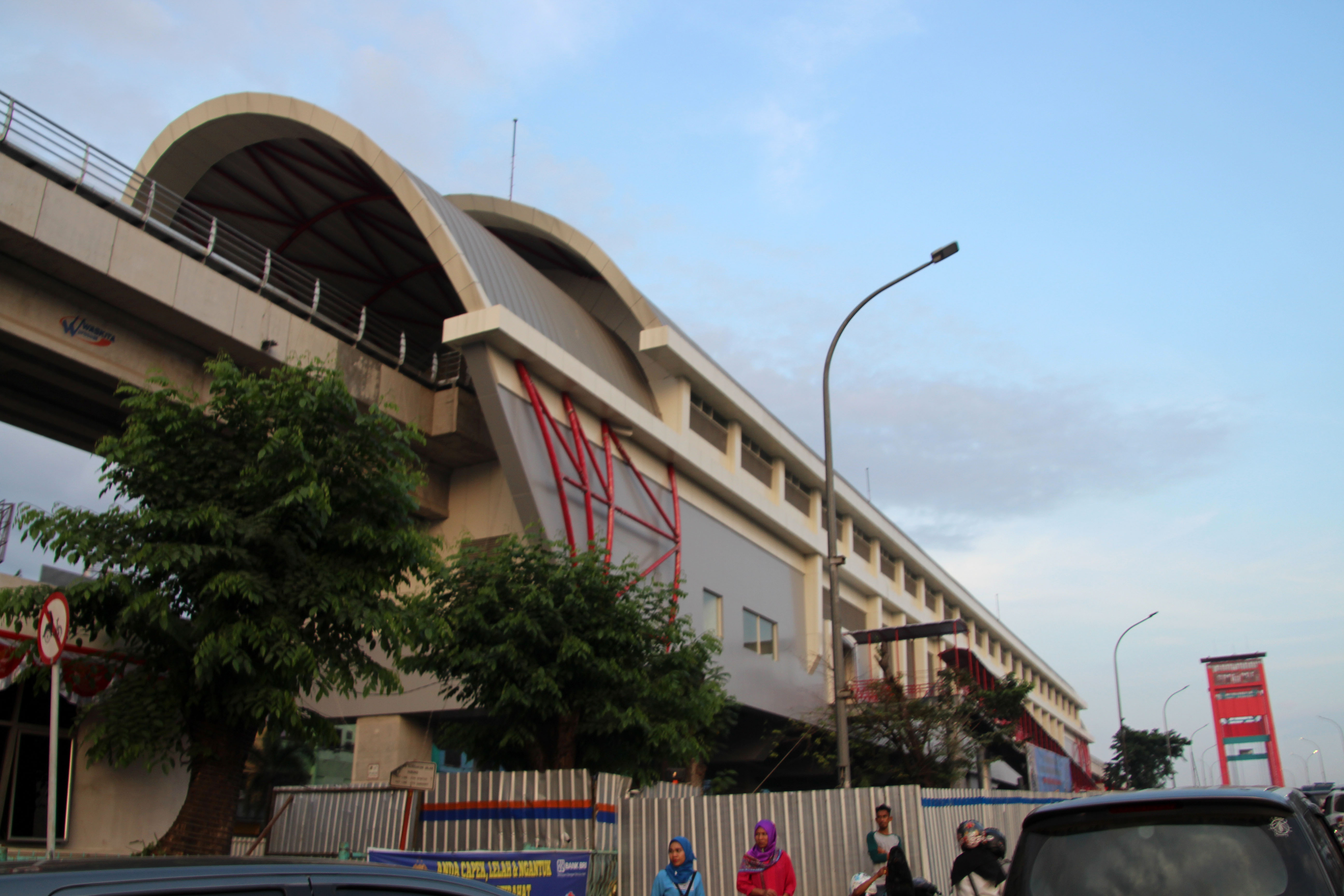
La station d'Ampera du métro à Palembang, ouverte pour les Jeux.

Dans le cadre de la préparation des Jeux, la construction du métro de Jakarta et du métro léger de Jakarta a été accéléré. Cependant, cela n'a pas suffi et aucun des deux n'était opérationnel au moment des Jeux. L'opérateur de bus de la ville, TransJakarta, a mis en service 416 bus supplémentaires pour permettre le transport des officiels des Jeux ainsi que des trajets gratuits pour les spectateurs durant les Jeux. Un partenariat avec l'application de transport Grab a permis de renforcer l'offre de transport en permettant aux conducteurs de l'application d'accéder aux abords des équipements sportifs. 50 000 conducteurs de la société et du concurrent indonésien Go-Jek (en) ont manifesté durant les Jeux pour protester contre des tarifs jugés trop bas.
De son côté, Palembang a modernisé ses installations de transport en prévision des Jeux en construisant 25 km supplémentaires de son réseau de métro léger afin de relier l'aéroport international Sultan Mahmud Badaruddin II au complexe Jakabaring Sports City. La prolongation a été ouverte au public en juillet 2018. L’aéroport international Sultan Mahmud Badaruddin II a également augmenté la capacité de ses terminaux pour accueillir les athlètes et les spectateurs. D'autres installations de transport, telles que des routes à péage et des ponts ont également été construites dans et autour de la ville.

## Les Jeux

### Cérémonie d'ouverture

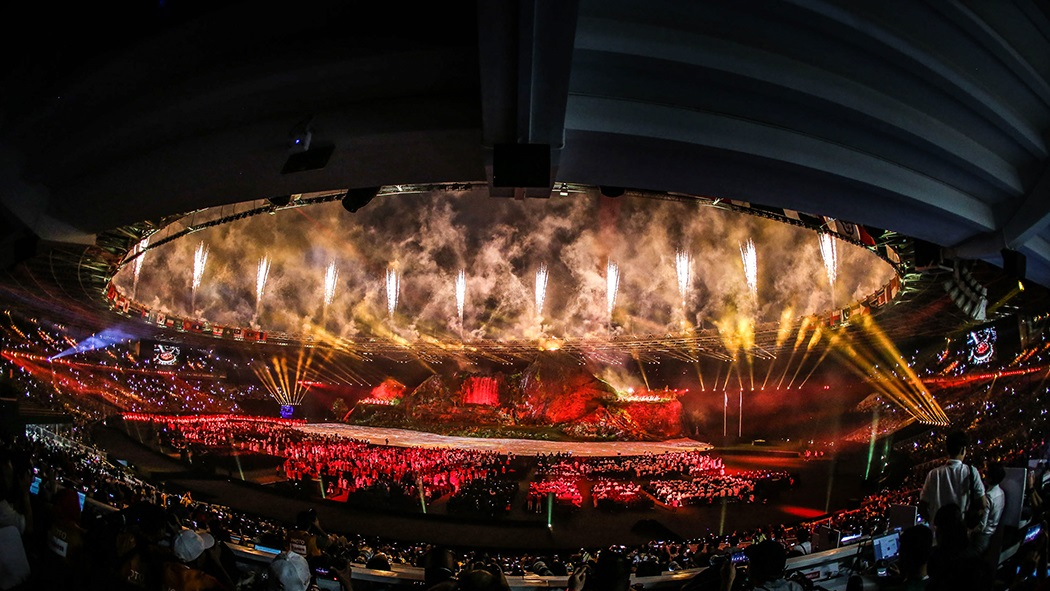
Cérémonie d'ouverture.

La cérémonie d'ouverture a débuté à 19h00 (UTC+07:00) le samedi 18 août 2018. Wishnutama Kusubandio, PDG du réseau de télévision indonésien NET. était le directeur artistique de la cérémonie. Le décor de la cérémonie était constitué d'une fausse montagne de 26 mètres de haut, ornée d'une chute d'eau. Le paysage était complété par des plantes et de fleurs représentatifs de la flore de l'archipel indonésien. Les athlètes de la Corée du Nord et de la Corée du Sud ont défilé ensemble sous le drapeau de l'unification coréenne. C'était la première fois en 12 ans que les athlètes des deux Corées défilaient ensemble.
Les jeux ont été officiellement ouverts par le président de l'Indonésie, Joko Widodo.

### Sports

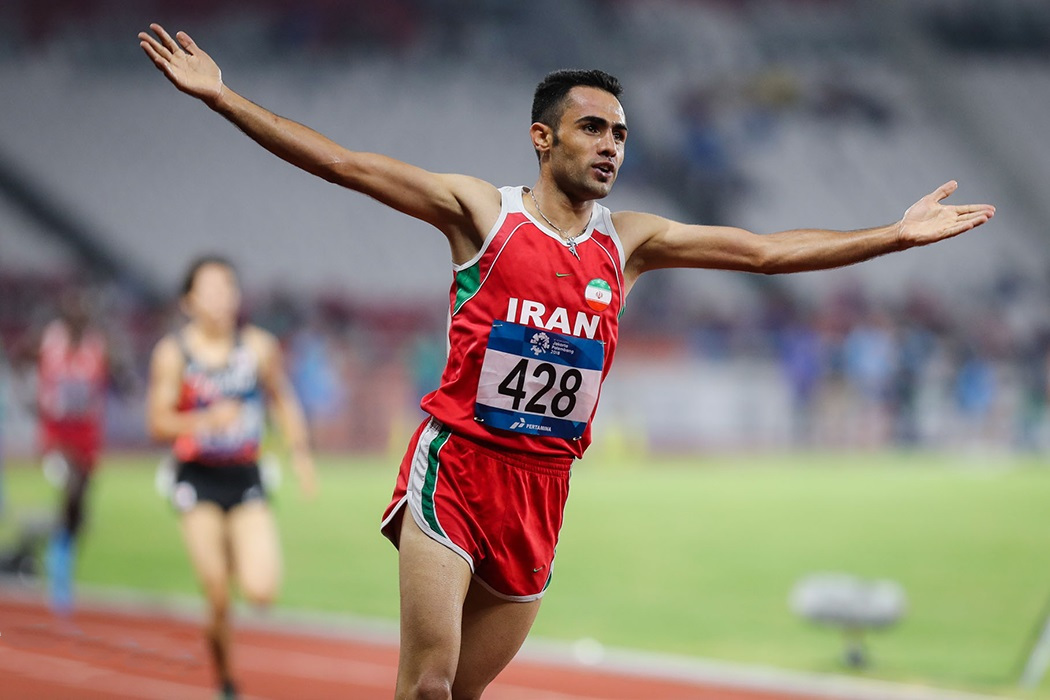
Hossein Keyhani, vainqueur du 3 000 m steeple.

En mars 2017, le Conseil olympique d'Asie a annoncé que les Jeux compteraient 484 épreuves dans 42 sports, dont les 28 sports olympiques permanents disputés aux Jeux olympiques d'été de 2016, ainsi que les cinq sports supplémentaires qui seront disputés aux Jeux olympiques d'été de 2020 à Tokyo. Le programme est également complété par d'autres sports non olympiques. En avril 2017, le COA a approuvé une réduction du nombre d'épreuves pour alléger le budget total des Jeux. La lutte à la ceinture (en), le cricket, le kourach, le skateboard, le sambo et le surf ont été retirés du programme et un nombre réduit d'épreuves a été prévu pour le bridge, la motomarine, le jujitsu, le parapente, l'escalade sportive, le taekwondo et le wushu. Ces changements ont réduit le nombre total d'événements à 431.
Le programme final a été dévoilé en septembre 2017, avec un total de 465 épreuves dans 40 disciplines. Il s'agit donc de la seconde plus importante édition des Jeux asiatiques en termes d'épreuves. Des disciplines supplémentaires, dont l'introduction est prévue aux Jeux olympiques d'été de 2020 ont été rajoutées au programme, notamment le basket-ball à trois et le BMX Freestyle.
Pour la première fois dans l'histoire des Jeux asiatiques, l'e-Sport et le kayak-polo sont introduits en tant que sports de démonstration. Six titres de jeu vidéo ont été retenus pour les épreuves de sport électronique, notamment les jeux Pro Evolution Soccer 2018, Clash Royale ou encore League of Legends,.
| - Arts martiaux - Kourach - Pencak-Silat - Ju-jitsu - Sambo - Wushu - Athlétisme (résultats détaillés) - Aviron - Badminton - Baseball - Baseball - Softball - Basket-ball - Basket-ball à cinq - Basket-ball à trois - Bowling - Boxe anglaise - Bridge - Canoë-kayak - Bateau-dragon - Slalom - Sprint - Cyclisme (résultats détaillés) - BMX - VTT cross-country - Cyclisme sur route - Cyclisme sur piste | - Équitation - Dressage - Concours complet d'équitation - Saut d'obstacles - Escalade de vitesse - Escrime - Football - Golf - Gymnastique - Gymnastique artistique - Gymnastique rythmique - Trampoline - Haltérophilie - Handball - Hockey sur gazon - Judo (résultats détaillés) - Kabaddi - Karaté - Lutte - Motonautisme - Natation (résultats détaillés) - Plongeon - Natation - Natation synchronisée - Water-polo - Parapente - Pentathlon moderne | - Rugby à sept - Sepak takraw - Sport de glisse - Roller de vitesse - Skateboard - Squash - Taekwondo - Tennis - Tennis - Soft tennis - Tennis de table - Tir - Tir à l'arc - Triathlon - Voile - Volley-ball - Volley-ball - Beach-volley |

Sports de démonstration
- Sport électronique
- Kayak-polo

### Nations participantes

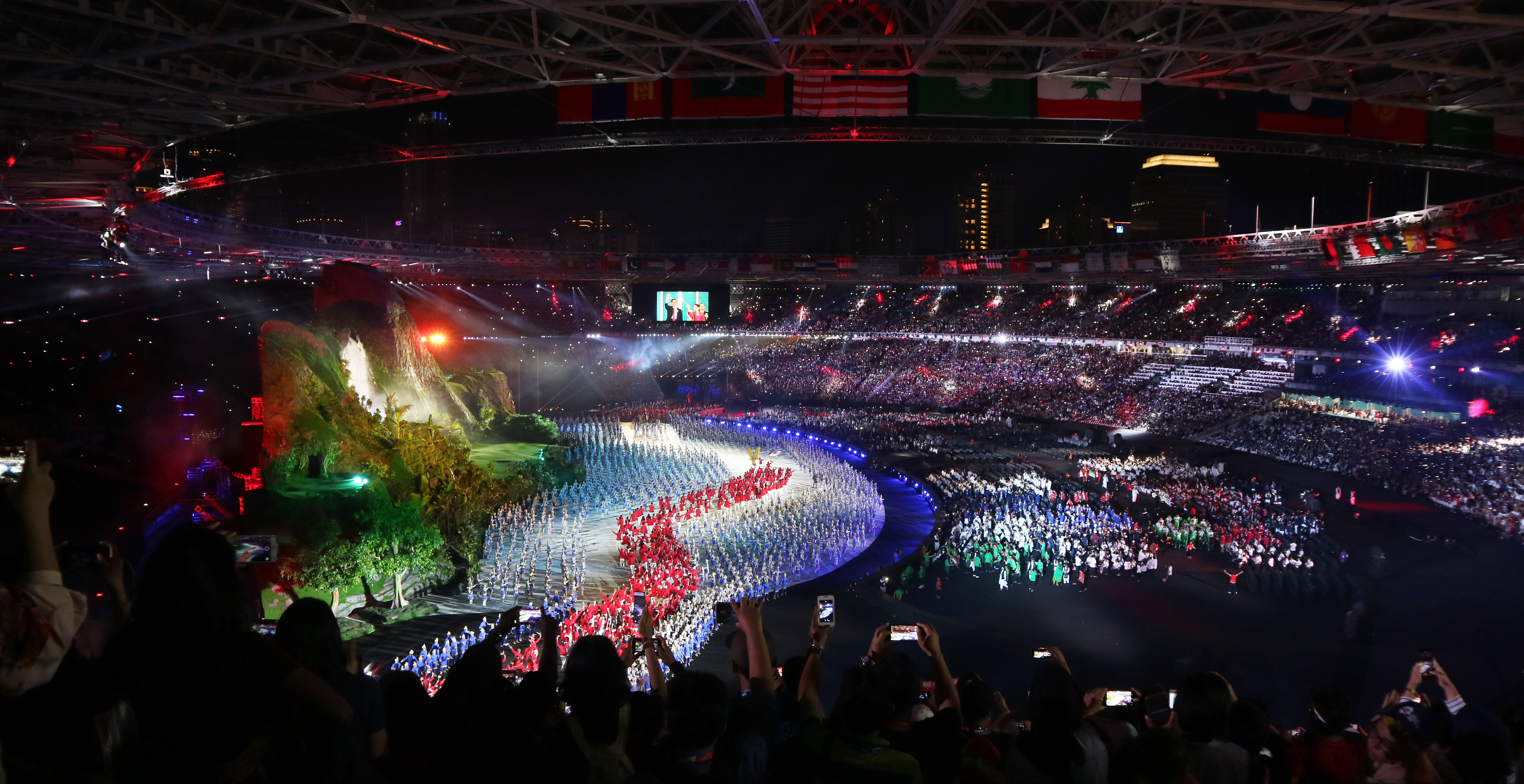
La délégation indonésienne.

Les 45 comités nationaux olympiques membres du Conseil olympique d'Asie participent aux Jeux. La Corée du Nord et la Corée du Sud ont concouru en tant qu'équipe unifiée dans certaines épreuves sous le nom de «Corée», comme lors des Jeux olympiques d’hiver de 2018, devenant ainsi le 46e nation participante. Les deux pays ont également défilé ensemble sous un même drapeau lors des cérémonies d'ouverture et de clôture.
Alors qu'ils devaient concourir en tant qu'athlètes asiatiques indépendants, les Koweïtiens ont été autorisés à concourir sous leur propre drapeau deux jours seulement avant la cérémonie d'ouverture.
La délégation indonésienne est la plus importante avec 938 athlètes, tandis que la plus petite est celle du Brunei avec 15 athlètes.
- Afghanistan[62]
- Bahreïn
- Bangladesh[63]
- Bhoutan[64]
- Brunei
- Cambodge[65]
- Chine[66]
- Hong Kong[67]
- Inde[68]
- Indonésie[69] (pays hôte)
- Iran[70]
- Irak
- Japon[71]
- Jordanie[72]
- Kazakhstan[73]
- Corée
- Corée du Nord
- Corée du Sud[74]
- Koweït
- Kirghizistan
- Laos
- Liban
- Macao[75]
- Malaisie[76]
- Maldives
- Mongolie[77]
- Birmanie
- Népal[78]
- Oman[79]
- Pakistan[80]
- Palestine
- Philippines[81]
- Qatar[82]
- Arabie saoudite[83]
- Singapour[84]
- Sri Lanka[85],[86]
- Syrie
- Taipei chinois[87]
- Tadjikistan
- Thaïlande[88]
- Timor oriental
- Turkménistan[89]
- Émirats arabes unis[90]
- Ouzbékistan[91]
- Viêt Nam[92]
- Yémen

### Cérémonie de clôture
La cérémonie de clôture a débuté à 19 heures (UTC+07:00) le dimanche 2 septembre 2018 et s'est terminée à 21h25. Le président du CIO, Thomas Bach, avait fait le déplacement pour l'occasion. Elle a été animée par des artistes indonésiens ainsi que par des musiciens chinois - les prochains Jeux se déroulant en Chine. La cérémonie a également été marquée par la présence des boys band sud-coréens Super Junior et iKon. Le maire de Hangzhou, la ville hôte des Jeux asiatiques de 2022, a reçu le drapeau des Jeux des mains de la gouverneure de Jakarta, Anies Baswedan, et du gouverneur de la province de Sumatra du Sud, Alex Noerdin.

## Tableau des médailles

Médailles des Jeux (équipe des Philippines).

Pour la dixième fois consécutive, la Chine a mené au tableau des médailles. L'équipe de Corée unifiée a remporté sa première médaille d'or aux Jeux en canoë. Au total, 37 pays ont remporté au moins une médaille, dont 29 au moins une médaille d'or. Seuls 9 nations n'ont remporté aucune médaille aux Jeux.

Les dix comités nationaux olympiques ayant remporté le plus de médailles sont classés ci-dessous.
- Pays organisateur (Indonésie)

| Rang  | Nation                    | Or  | Argent | Bronze | Total |
| ----- | ------------------------- | --- | ------ | ------ | ----- |
| 1     | Chine                     | 132 | 92     | 65     | 289   |
| 2     | Japon                     | 75  | 56     | 74     | 205   |
| 3     | Corée du Sud              | 49  | 58     | 70     | 177   |
| 4     | Indonésie                 | 31  | 24     | 43     | 98    |
| 5     | Ouzbékistan               | 21  | 24     | 25     | 70    |
| 6     | Iran                      | 20  | 20     | 22     | 62    |
| 7     | Taipei chinois            | 17  | 19     | 31     | 67    |
| 8     | Inde                      | 15  | 24     | 30     | 69    |
| 9     | Kazakhstan                | 15  | 17     | 44     | 76    |
| 10    | Corée du Nord             | 12  | 12     | 13     | 37    |
| 11    | Autres comités olympiques | 77  | 119    | 205    | 401   |
| TOTAL | TOTAL                     | 464 | 465    | 622    | 1551  |

## Aspects extra-sportifs

### Retards de construction
À la suite du renoncement de la ville d'Hanoï en 2014, les autorités indonésiennes n'ont eu que quatre ans, au lieu de six habituellement, pour l'organisation des jeux, ce qui a soulevé de nombreuses questions quant à la faisabilité du projet et à l'achèvement des infrastructures à temps. De plus, les travaux dans les deux villes hôtes ont été retardés tout au long de l'année 2015, les crédits prévus à cet effet n'ayant pas encore été octroyés par le gouvernement indonésien .

### Sécurité et atteinte supposée aux droits de l'Homme
Le choix de l'Indonésie, et en particulier de Jakarta, était également jugé problématique quant au risque d'attentats terroristes, à la suite des récents attentats ayant visé trois églises à Surabaya le 13 mai 2018. La prévention du risque terroriste s'est traduite par une répression forte de la délinquance et des individus supposément liés à des réseaux terroristes avant les Jeux. Plusieurs dizaines de personnes auraient été tuées avant les Jeux dans ce cadre, dont au moins 31 dans le cadre d'opération liées aux Jeux selon l'ONG Amnesty International qui dénonce des homicides et insiste sur le manque d'enquêtes autour de ces décès,.

### Embouteillages
Les embouteillages fréquents à Jakarta et les retards dans la mise en service du métro ont amené des observateurs à douter du choix de la ville,, en particulier pour le transport des spectateurs et des athlètes. Pour réduire la circulation, les autorités indonésiennes ont décidé de la fermeture de plusieurs écoles durant les Jeux. La fermeture de portions d'autoroutes, afin de les dédier au transport des athlètes avait été étudiée avant d'être abandonné quelques jours avant les Jeux. Finalement, la circulation a été interdite à Jakarta, durant certaines heures et sur certaines routes, selon leur numéro de plaque d'immatriculation.

### Pollution
Jakarta est aussi touchée par une pollution atmosphérique très importante, ce qui pouvait avoir des conséquences sur les performances sportives et la santé des athlètes. Trois jours avant les Jeux, qualité de l'air, mesurée par l'ambassade des États-Unis, était dangereuse selon les standards de l'OMS avec 153 microgrammes de particules nocives par mètre cube, et plusieurs sportifs ont fait état de difficulté à respirer. Une rivière polluée attenante au village des athlètes a été recouverte d'un filet de nylon noir afin de retenir les odeurs qui s'en échappaient et d'en cacher la vue aux sportifs.

### Dopage
Le 24 août, Rustem Nazarov, un lutteur du Turkménistan a été contrôlé positif durant les Jeux, posant à nouveau la question du futur de ce sport au sein du programme des Jeux asiatiques .
Le 2 septembre, la championne du monde de lutte libre, la mongole Pürevdorjiin Orkhon, a été déchue de sa médaille d'or à la suite de son contrôle positif au Stanozol.

## Médias
3 500 journalistes étaient accrédités pour les Jeux, dont au moins 300 journalistes chinois.
38 des 40 épreuves des Jeux ont été filmées et diffusées en direct. Les Jeux ont été diffusés dans plusieurs pays d'Asie, notamment au Qatar, en Chine, au Japon, à Taïwan, aux Philippines, à Hong-Kong, en Corée du Sud et en Inde. Dans ce dernier pays, les audiences des Jeux ont été les plus importantes de l'année pour un évènement sportif, dépassant les chiffres de la coupe du monde de football, avec un total de 112 millions de téléspectateurs sur les deux semaines,. En Indonésie, les matchs de football et de badminton ont représenté des pics d'audience, ainsi que la cérémonie d'ouverture, avec une part d'audience de 57% des téléspectateurs.
La finale de esport du jeu League of Legends, diffusée en direct sur Twitch et opposant la Corée à la Chine, a ressemblé quant à elle 1 million de spectateurs.